# Finsko-sovětská smlouva z roku 1948

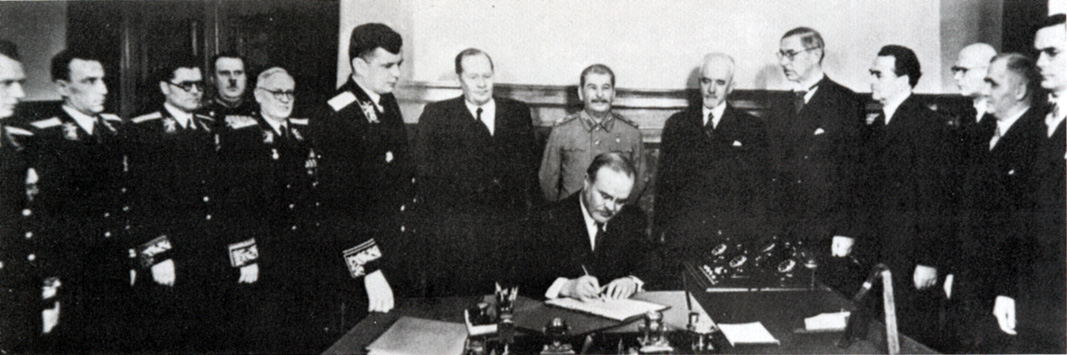
Podpis Finsko-sovětské smlouvy mezi Sovětským svazem a Finskem v Moskvě dne 6. dubna 1948. Podepisujícím je sovětský ministr zahraničí Vjačeslav Molotov, za ním stojí Josif Stalin. Nalevo od Stalina je premiér Finska Mauno Pekkala.

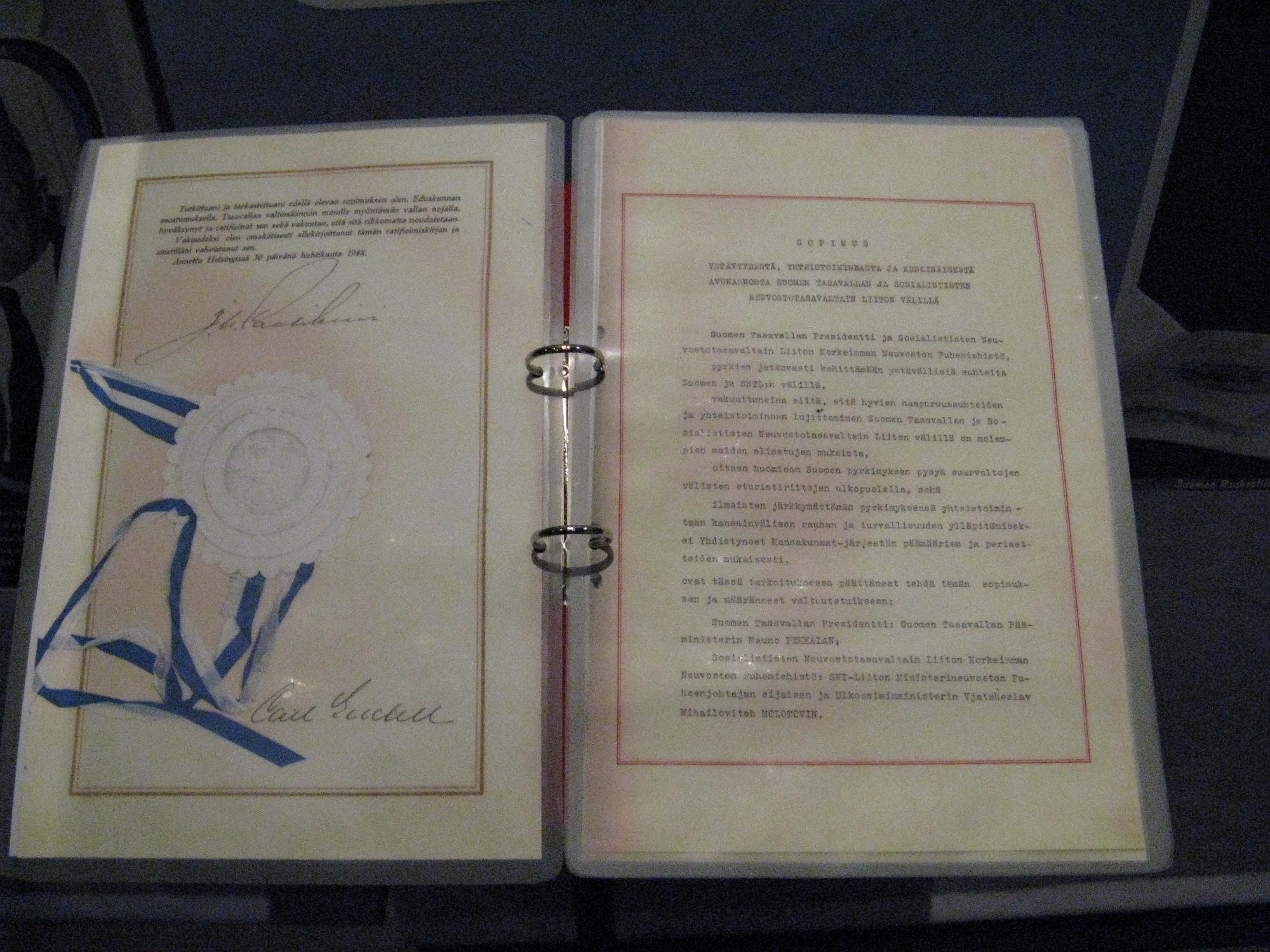
Originál finsko-sovětské smlouvy

Dohoda o přátelství, spolupráci a vzájemné pomoci z roku 1948, známá také jako smlouva YYA (zkratka odvozena z finského názvu smlouvy Ystävyys-, yhteistyö- ja avunantosopimus) byla základem finsko–sovětských vztahů v letech 1948 až 1992. Jednalo se o hlavní nástroj při provádění finské politiky zvané ve Finsku Paasikiviho–Kekkonenova doktrína, jinde obvykle finlandizace.
Podle smlouvy, která byla podepsána 6. dubna 1948 v Moskvě, Sověti získali záruky, že nedojde k útoku západních mocností na Sovětský svaz přes finské území, a Finové získali záruku politické nezávislosti Finska na Sovětském svazu. V praxi dohoda především zajišťovala přežití finské liberální demokracie za cenu vzdání se plné suverenity v oblasti mezinárodní politiky.
Podle paktu bylo Finsko povinno vést ozbrojený odpor při případném útoku „Německa nebo jeho spojenců“ (ve skutečnosti míněny Spojené státy) a poté požádat o sovětskou vojenskou pomoc. Pakt však sám o sobě neobsahoval žádná ustanovení o vstupu sovětské armády do Finska a stanovil, že všechny takové akce by musely být dohodnuty samostatně. Dále pakt nekladl žádné požadavky na Finsko, aby jednalo v případě napadení Sovětského svazu (pokud by se útok neuskutečnil přes Finsko). Dohoda také uznala právo Finska zůstat mimo konflikty velmocí, což zemi umožnilo přijmout politiku neutrality ve studené válce.
Kvůli nejistému stavu finsko–sovětských vztahů v letech po pokračovací válce a nejistoty o interpretaci smlouvy se Finsko například odmítlo zapojit do Marshallova plánu a vstoupit do NATO. V důsledku odmítnutí Marshallova plánu se prodloužilo poválečné ekonomické strádání Finska ve srovnání s jinými evropskými kapitalistickými zeměmi, což zase následně vedlo k větší ekonomické závislosti na Sovětském svazu. 
Smlouva YYA byla základním kamenem zahraniční politiky prezidentů Paasikiviho (1946–1956) a Kekkonena (1956–1981). Ač se zdálo, že ovlivňuje jen vojenské a geopolitické aspekty, zjevně ovlivňovala i politiku domácí. Vášnivě se diskutuje, do jaké míry ji hlavně prezident Kekkonen úmyslně použil k prohloubení vlastního vlivu a oslabování svých politických oponentů.
Na druhé straně, navzdory oficiální politice existovala určitá tajná spolupráce se Západem. A to především díky Sociálně demokratické straně a některým jejím jasně prozápadním vůdcům, jako byl Karl-August Fagerholm (premiérem 1948–1950, 1956–1957 a 1958–1959). Je znám také případ sdílení finských seismických dat o jaderných testech se západním státy. Východní blok měl v této věci také mnohá podezření a vykonával ve Finsku rozsáhlou špionáž, především východoněmecká Stasi.
Sovětský svaz měl podobné dohody s mnoha národy, které s ním nebyly přímo spojeny, ale silně závisely na sovětské podpoře, jako je Severní Korea od roku 1961, Indie od roku 1971 a Vietnam od roku 1978. Za pravzor tohoto typu dohod lze považovat i československo-sovětskou smlouvu z roku 1943.
Smlouva skončila v roce 1992 podepsáním nové smlouvy mezi Finskem a postsovětským Ruskem.